# Apple TV 4K (3-го поколения)
Apple TV 4K (3-го поколения) — приставка корпорации Apple, вышедшая 18 октября 2022 года. Третье поколение линейки приставок с поддержкой 4K-разрешения.

## История
18 октября 2022 года компания Apple анонсировала новую Apple TV 4K с процессором A15 Bionic, поддержкой высокой частоты кадров HDR10+, HDMI 2.1 и Wi-Fi 6.

#### Аудио
Приставка может воспроизводить звуковые файлы в следующих форматах:
- HE-AAC (V1),
- AAC (до 320 Кбит/с),
- защищённый AAC (для файлов из iTunes Store), MP3 (до 320 Кбит/с),
- MP3 VBR,
- Apple Lossless,
- FLAC,
- AIFF,
- WAV,
- AC-3 (Dolby Digital 5.1),
- E-AC-3 (объёмный звук Dolby Digital Plus 7.1),
- Dolby Atmos

#### Видео
Приставка может воспроизводить видео-файлы в следующих форматах:
- H.264/HEVC SDR до 2160p, 60 кадров в секунду, Main/Main 10 Profile
- HEVC Dolby Vision (Profile 5)/HDR10 (Main 10 Profile) до 2160p, 60 кадров в секунду
- H.264, Baseline Profile уровня 3.0 или ниже со звуком AAC-LC до 160 Кбит/с на канал, 48 кГц, стереозвук в форматах .m4v, .mp4 и .mov
- MPEG-4 до 2,5 Мбит/с, 640×480 пикселей, 30 кадров в секунду, Simple Profile со звуком AAC-LC до 160 Кбит/с, 48 кГц, стереозвук в форматах .m4v, .mp4 и .mov

#### Фото
Приставка поддерживает HEIF, JPEG, GIF, TIFF и PNG.